# Società Sportiva Cavese Calcio 1919 1997-1998
Questa voce raccoglie le informazioni riguardanti la Società Sportiva Cavese 1919 nelle competizioni ufficiali della stagione 1997-1998.

## Stagione
Nella Serie C2 1997-1998 la Cavese dopo aver vinto il campionato dilettanti girone G, mettendo in mostra un ottimo calcio mettendo a segno ben 58 reti con il grande bomber Prisciandaro, venuto a stagione in corso e autore di 10 reti in 21 partite, gol quasi tutti decisivi, mantiene la categoria. La notte fra il 24 ed il 25 novembre 1997 si decide di riconfermare, dopo una risicata maggioranza dei consiglieri della società, Ezio Capuano che non inizia bene il campionato di serie C2 . Quella notte stessa va in frantumi l'armonia societaria che vede l'uscita in silenzio dalla società dei dirigenti Virno, D'Amico, Cesaro, Di Salvatore e Armenante mentre rimase al suo posto, al fianco di Troiano, Montella. Nonostante una squadra formata da giocatori che giocarono con squadre di elevato spessore negli anni successivi la Cavese ottenne solo il 12º posto in classifica.

## Divise e sponsor
| casa | trasferta |  |

|  | portiere black | portiere black |

Lo sponsor tecnico è Royal

## Organigramma societario
Area direttiva
- presidente1: Franco Troiano
- presidente2 & amministratore unico:Gino Montella
- direttore sportivo: Vito Giordano
- segretaria organizzativa: Angela Pesante
- segretario amministrativo: Rosario De Rosa

Staff tecnico
- allenatore: Ezio Capuano
- allenatore in 2ª: Giuseppe Avella
- preparatore dei portieri: Lello Senatore
- medici sociali: Antonio Massa
- massaggiatore: Ugo Russo
- massaggiatore2 Carlo Senatore
- magazzinieri: Alfredo Codetti, Antonio Ferrara

Ufficio stampa
- responsabile: Antonio De Caro
- addetto stampa: Geom. Alfonso Amaturo
- consulente legale: Eduardo Chiacchio
- fotografo: Michele Sica

## Rosa
| N. |                   | Ruolo | Calciatore          |
| -- | ----------------- | ----- | ------------------- |
|    | Italia (bandiera) | P     | Francesco Galati    |
|    | Italia (bandiera) | P     | Gaetano Lucenti     |
|    | Italia (bandiera) | P     | Carlo Pagliarulo    |
|    | Italia (bandiera) | D     | Andrea Arcuti       |
|    | Italia (bandiera) | D     | Luigi Corino        |
|    | Italia (bandiera) | D     | Luigi D'Apice       |
|    | Italia (bandiera) | D     | Luigi Incitti       |
|    | Italia (bandiera) | D     | Pasquale Martinelli |
|    | Italia (bandiera) | D     | Luigi Morgante      |
|    | Italia (bandiera) | D     | Ivano Pastore       |
|    | Italia (bandiera) | D     | Ciro Scogliamino    |
|    | Italia (bandiera) | D     | Matteo Scogliamino  |
|    | Italia (bandiera) | D     | Matteo Siniscalco   |
|    | Italia (bandiera) | D     | Francesco Zampella  |

| N. |                   | Ruolo | Calciatore           |
| -- | ----------------- | ----- | -------------------- |
|    | Italia (bandiera) | C     | Donato Amato         |
|    | Italia (bandiera) | C     | Mario Brandani       |
|    | Italia (bandiera) | C     | Luciano Carafa       |
|    | Italia (bandiera) | C     | Luca Evangelisti     |
|    | Italia (bandiera) | C     | Angelo Ferraro       |
|    | Italia (bandiera) | C     | Marco Lo Pinto       |
|    | Italia (bandiera) | C     | Vito Sardone         |
|    | Italia (bandiera) | C     | Mario Brandani       |
|    | Italia (bandiera) | C     | Gaetano Voza         |
|    | Italia (bandiera) | A     | Alessandro Ambrosi   |
|    | Italia (bandiera) | A     | Marco Sergio Limetti |
|    | Italia (bandiera) | A     | Paolo Russo          |
|    | Italia (bandiera) | A     | Alvaro Zian          |

## Risultati

### Campionato

#### Girone di andata
| 1º settembre 1997 1ª giornata | Tricase | 3 – 3 | Cavese |  |

| 7 settembre 1997 2ª giornata | Cavese | 0 – 1 | Avezzano |  |

| 14 settembre 1997 3ª giornata | Catanzaro | 1 – 1 | Cavese |  |

| 21 settembre 1997 4ª giornata | Cavese | 2 – 1 | Catania |  |

| 28 settembre 1997 5ª giornata | Cavese | 1 – 1 | Sora |  |

| 5 ottobre 1997 6ª giornata | Castrovillari | 2 – 0 | Cavese |  |

| 12 ottobre 1997 7ª giornata | Cavese | 0 – 4 | Marsala |  |

| 26 ottobre 1997 8ª giornata | Gela J.T. | 1 – 1 | Cavese |  |

| 2 novembre 1997 9ª giornata | Cavese | 2 – 2 | Albanova |  |

| 9 novembre 1997 10ª giornata | Astrea | 2 – 2 | Cavese |  |

| 16 novembre 1997 11ª giornata | Cavese | 1 – 1 | Frosinone |  |

| 23 novembre 1997 12ª giornata | Trapani | 4 – 0 | Cavese |  |

| 7 dicembre 1997 13ª giornata | Cavese | 1 – 2 | Olbia |  |

| 14 dicembre 1997 14ª giornata | Chieti | 0 – 0 | Cavese |  |

| 21 dicembre 1997 15ª giornata | Cavese | 0 – 0 | Crotone |  |

| 28 dicembre 1997 16ª giornata | Sporting Benevento | 1 – 2 | Cavese |  |

| 11 gennaio 1998 17ª giornata | Cavese | 2 – 0 | Bisceglie |  |

#### Girone di ritorno
| 18 gennaio 1998 18ª giornata | Cavese | 3 – 1 | Tricase |  |

| 25 gennaio 1998 19ª giornata | Avezzano | 1 – 1 | Cavese |  |

| 1º febbraio 1998 20ª giornata | Cavese | 1 – 1 | Catanzaro |  |

| 8 febbraio 1998 21ª giornata | Catania | 4 – 1 | Cavese |  |

| 15 febbraio 1998 22ª giornata | Sora | 1 – 1 | Cavese |  |

| 22 febbraio 1998 23ª giornata | Cavese | 1 – 1 | Castrovillari |  |

| 8 marzo 1998 24ª giornata | Marsala | 2 – 1 | Cavese |  |

| 15 marzo 1998 25ª giornata | Cavese | 2 – 0 | Gela J.T. |  |

| 22 marzo 1998 26ª giornata | Albanova | 2 – 1 | Cavese |  |

| 29 marzo 1998 27ª giornata | Cavese | 3 – 1 | Astrea |  |

| 5 aprile 1998 28ª giornata | Frosinone | 1 – 3 | Cavese |  |

| 11 aprile 1998 29ª giornata | Cavese | 1 – 1 | Trapani |  |

| 19 aprile 1998 30ª giornata | Olbia | 0 – 2 | Cavese |  |

| 26 aprile 1998 31ª giornata | Cavese | 0 – 0 | Chieti |  |

| 3 maggio 1998 32ª giornata | Crotone | 1 – 1 | Cavese |  |

| 10 maggio 1998 33ª giornata | Cavese | 0 – 0 | Sporting Benevento |  |

| 17 maggio 1998 34ª giornata | Bisceglie | 2 – 1 | Cavese |  |